# 니드 포 스피드: 히트
《니드 포 스피드 히트》(Need for Speed Heat)는 고스트 게임스가 개발하고 일렉트로닉 아츠가 마이크로소프트 윈도우, 플레이스테이션 4, 엑스박스 원용으로 배급한 레이싱 게임이다. 니드 포 스피드 시리즈의 24번째 게임으로, 시리즈 25주년을 기념한다. 2019년 11월 8일 출시되었다. 이 게임은 비평가들로부터 엇갈린 평가를 받았다.

## 게임플레이
니드 포 스피드 히트는 미국 플로리다주 마이애미와 그 주변 지역 도시를 가공화한 버전인 팜 시티(Palm City)라는 이름의 오픈 월드 환경을 주 무대로 하는 레이싱 게임이다. 게임 내 지도는 산과 노지를 포함한 다양한 지리를 갖추고 있다. 니드 포 스피드 페이백과 달리 이 게임은 24시간 밤낮 순환 주기를 포함하지 않으며 플레이어가 직접 밤낮을 전환할 수 있다. 낮 시간에 프레이어는 허가된 레이스 행사에 참여할 수 있으며 플레이어가 현금을 사용하여 새로운 차와 업그레이드를 지불할 수 있다. 밤에는 플레이어가 명성을 얻을 수 있는 불법 거리 레이스에 참여할 수도 있다. 명성을 얻을수록 밤에 경찰이 더 공격적으로 대응한다. 플레이어는 경찰로부터 탈출하여 걸리지 않고 은신처로 귀환하여야 하며 그렇게 하지 않으면 차는 난파된다. 플레이어가 은신처에 돌아오면 밤 중에 얻은 명성도는 히트 레벨(Heat Level)만큼 배가된다. 플레이어가 체포되면 배가되지 않은 명성만 유지한다. 명성 배가 구조는 라이벌의 스피드포인트 배가 방식과 비슷하게 동작한다. 이 게임은 Lt. Mercer라는 인물이 주도하는 도시 경찰과 플레이어가 소통하는 스토리라인을 특징으로 한다.

## 평가
니드 포 스피드 히트는 리뷰 애그리게이터 메타크리틱에 따르면 엑스박스 워 버전에 대해 대체적으로 호의적인 평가를 받은 반면, 플레이스테이션 4와 윈도우 버전은 혼재된(평균) 평점을 받았다.

### 수상
이 게임은 게임스컴 어워드에서 최고의 레이싱 게임에 지명되었고, NAVGTR 어워드의 게임, 프랜차이즈 레이싱(Game, Franchise Racing) 상을 수상했고 그 외에 송 컬렉션(Song Collection)에 지명되었다.